# Анальний рефлекс
Ана́льний рефле́кс — безумовний рефлекс, рефлекторна дуга якого замикається на рівні крижових сегментів S4-S5 спинного мозку. Цей рефлекс вперше описано Россолімо Григорій Іванович в 1891 р. Викликається рефлекс у людини і тварин подразненням шкіри та слизової оболонки відхідника тонким тупим предметом, у відповідь на подразнення відбувається скорочення сфінктера відхідника (m. sphincter ani), а при підвищенному рефлексі і м'яза підіймача відхідника (m. levator ani). У жінок додатково відбувається скорочення цибулинно-губчастого м'яза (m. bulbospongiosus), тому автор називав даний рефлекс вульво-анальним.